# Buan-eup
Buan-eup (koreanska: 부안읍) är en köping i Sydkorea. Buan-eup är centralorten i kommunen Buan-gun i provinsen Norra Jeolla, i den sydvästra delen av landet, 210 km söder om huvudstaden Seoul.